# Odyssée sous contrôle
Odyssée sous contrôle est un roman de science-fiction de l'écrivain français Stefan Wul paru en 1959.

## Résumé
Un homme las de sa vie est en train de boire un cocktail dans un vaisseau spatial. Il rencontre une jolie femme dont il tombe « magiquement » amoureux. S'ensuivent de nombreuses et palpitantes aventures.
Les deux jeunes gens se perdent, se retrouvent, s'enfuient et deviennent de plus en plus « amoureux » l'un de l'autre… À la fin, l'homme et la femme meurent coincés par une bête géante… Sauf qu'en fait, c'était un hologramme « anti-divorce » que les couples utilisaient comme thérapie à la monotonie pour redonner un nouvel élan à leur amour.

## Commentaire
Le livre révèle son intrigue dans les cinq dernières pages du livre.
L'argument d’Odyssée sous contrôle (la confusion entre le rêve et la réalité dans un contexte futuriste) est curieusement assez voisin de celle du film Total Recall tiré de la nouvelle de Philip K. Dick : Souvenirs à vendre. 

## Adaptation en bande dessinée
Le roman Odyssée sous contrôle est adapté dans la collection les Univers de Stefan Wul, chez Ankama par Dobbs et Perger (septembre 2016).

## Éditions françaises
- Fleuve noir, coll. « Anticipation » no 138, 1959 ;
- Fleuve noir, coll. « Super-luxe - Les lendemains retrouvés » no 61, 1979  (ISBN 2-265-00877-X)
- Denoël, coll. « Présence du futur » no 542, 1993, couverture de Jean-Yves Kervévan  (ISBN 2-207-50561-8) ;
- dans Œuvres complètes 2, Lefrancq, coll. « Volumes », 1997  (ISBN 2-87153-451-9).